# Miribilla

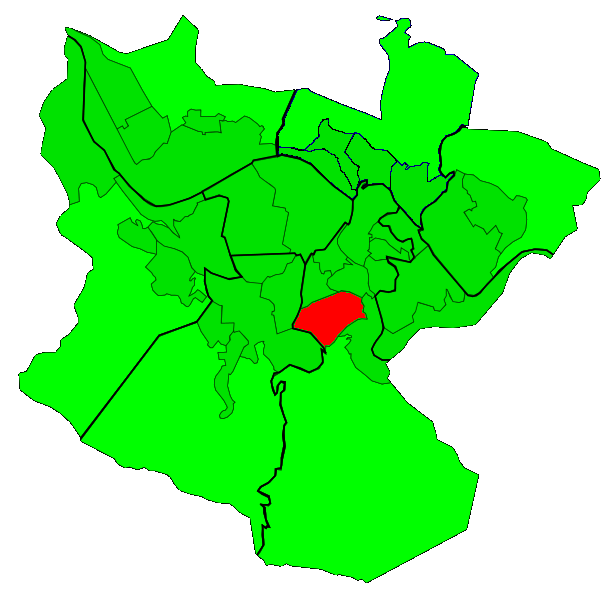
Lage von Miribilla

Miribilla ist ein Stadtteil von Bilbao (Vizcaya, Spanien), der zum Distrikt Ibaiondo (Distrikt 5) gehört.

## Geschichte
Miribilla ist ein relativ neues Viertel mit rund 0,4 km² Grundfläche, ganz in der Nähe des Zentrums von Bilbao. Es wurde dort gebaut, wo vorher nur die Überreste einer alten Eisenlagerstätte waren, deren Abbau die  früheren Bergbauunternehmen Abandoned, Malaespera und San Luis durchführten. 1998 begannen die ersten Planungen, mit dem Bau von Häusern, deren Fertigstellung im Jahr 2003 erfolgte, wurde im Jahr 2000 begonnen. Es sind noch einige Grundstücke zu überplanen und einige Wohnblöcke im Bau.
Es wurden ca. 3000 neue Häuser gebaut und ein 5 ha großer Park angelegt. Der Stadtteil verfügt über ein Einkaufszentrum, neue Straßen und mehrere kommunale Einrichtungen. Dazu gehören der Neue Sportpalast, El Fronton Bizkaia und die Gebäude der Feuerwehr und der Stadtpolizei Bilbaos. 2017 hatte der Stadtteil 8705 Einwohner.

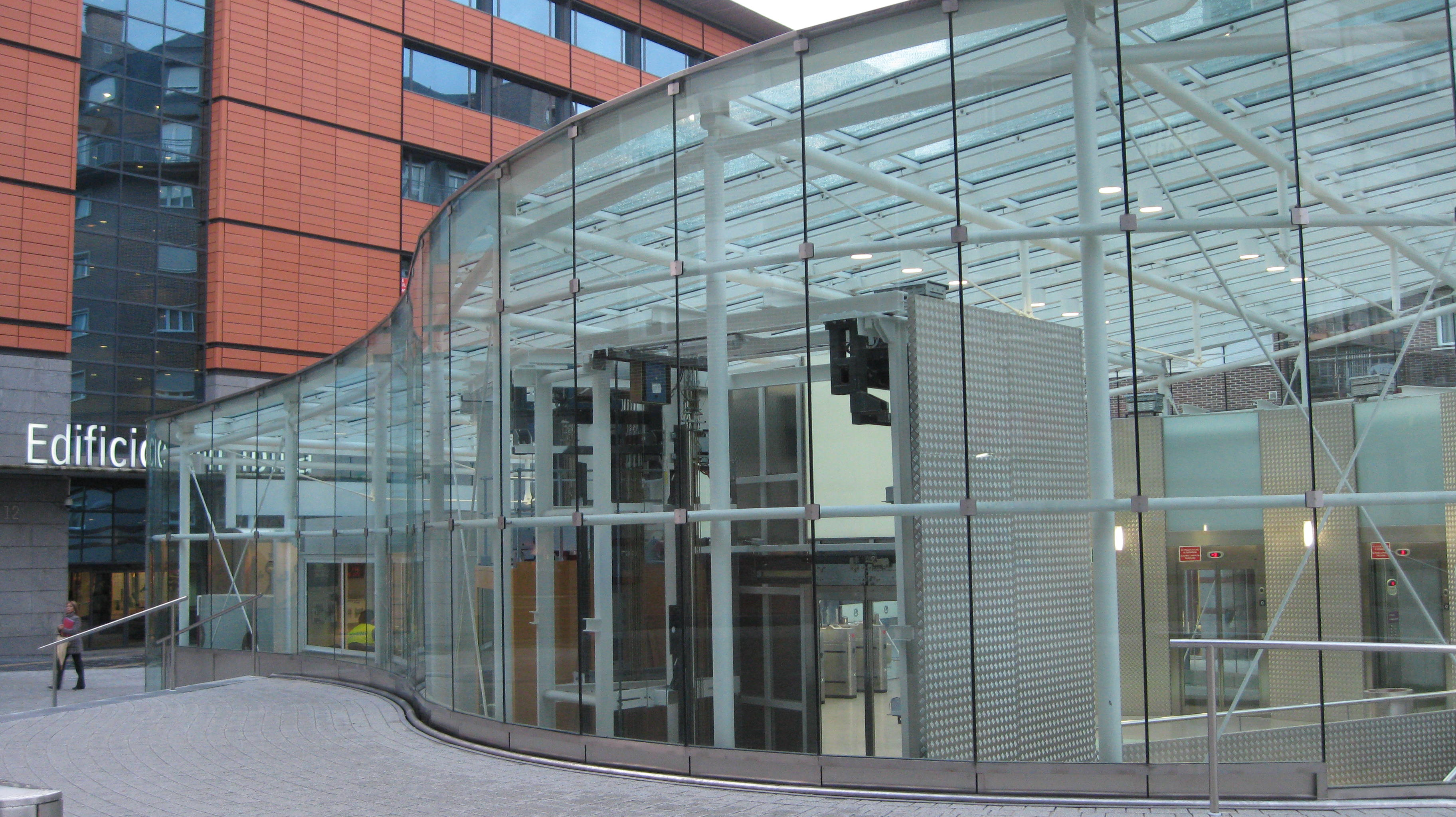
Bahnhof (nach Eröffnung 2008)

Die neu errichtete U-Bahn-Station Miribilla, der mit dem von Renfe betriebenen Netz den neuen Stadtteil mit den anderen Stadtteilen verbindet, wurde am 18. Dezember 2008 eröffnet. Die Station befindet sich fast 50 Meter unter der Erde und ist damit die tiefste Station im gesamten ADIF-Netz.